# Andrija Dragojević
Andrija Dragojević (Podgorica, Montenegro, 25 de diciembre de 1991) es un futbolista montenegrino. Juega de arquero y su equipo actual es el Karmiotissa Polemidion de la Primera División de Chipre.

## Clubes
| Club                   | País       | Año           | PJ | Goles |
| ---------------------- | ---------- | ------------- | -- | ----- |
| FK Dinamo Vranje       | Serbia     | 2010 - 2011   | 1  | 0     |
| FK Mladenovac          | Serbia     | 2011 - 2012   | 7  | 0     |
| OFK Belgrado           | Serbia     | 2012 - 2013   | 2  | 0     |
| Lovćen Cetinje         | Montenegro | 2013 - 2014   | 24 | 0     |
| Velež Mostar           | Bosnia     | 2014-2015     | 16 | 0     |
| Vllaznia Shkodër       | Albania    | 2015-2016     | 30 | 0     |
| Karmiotissa Polemidion | Chipre     | 2016-presente | 21 | 0     |